# Novuyo Tshuma
Novuyo Rosa Tshuma (Bulawayo, 28 de enero de 1988) es una escritora de Zimbabue conocida sobre todo por su novela Shadows.
Nació y creció en Bulawayo y asistió a la Universidad de Witwatersrand, donde estudió economía. Más tarde programación de escritura creativa en la Universidad de Houston.

## Obra
- Scattered Hearts, 2007
- The Controller of the Queue, 2009
- You in Paradise, 2009
- Shadows, 2013
- Telepresence, 2014